# 352-я стрелковая дивизия
352-я стрелковая Оршанская Краснознамённая ордена Суворова дивизия — воинское соединение Вооружённых Сил СССР в Великой Отечественной войне. Период боевых действий: с 1 декабря 1941 года по 11 мая 1945 года.

## Формирование
Сформирована в августе 1941 года в г. Бугульме (Приволжский военный округ) Татарской АССР на базе 16-го запасного стрелкового полка. Ее первым командиром стал подполковник Ю.М. Прокофьев.

## Боевой путь

### В битве за Москву
Из Боевой характеристики 352 Стрелковой дивизии от 06.06.1942:

«С 24.12.1941 г. дивизия, будучи в составе 20-й армии Западного фронта вела ожесточённые бои по прорыву заблаговременно подготовленной оборонительной полосы противника в районе Ивановское, Тимково, Тимонино, Михайловка, Бол. Голоперово.
В результате боёв дивизия сломила сопротивление противника, прорвала его оборону, нанесла большие потери его живой силе, захватила ряд населённых пунктов, взяв при этом большое количество трофеев.
С 11 по 21 января 1942 г. стремительным натиском преследовала отходившие части противника, прорвала его оборону, нанося большие потери его живой силе.
В период преследования дивизией захвачено до 20 населённых пунктов, являвшихся узлами сопротивления обороны пр-ка.
На протяжении марта и первой половины апреля 1942 г. дивизия вела бои в составе ударной группировки 5 Армии в районе Груздево, Сорокино».
За проявленную отвагу и мужество в Волоколамской операции 43 чел. бойцов и командиров дивизии награждены правительственными наградами.
За период январь-март 1942 г. дивизия понесла потери убитыми, ранеными и пропавшими без вести:
- январь 1654, пополнения не получила
- февраль 2180, пополнения получено 1500
- март 3842, пополнения получено 1200
- ИТОГО 7676, пополнения получено 2700

Командующий 5-й Армии генерал-майор Федюнинский,
Член Военного Совета бригадный комиссар Иванов" 

### В обороне, 1942—1943 годы
В конце апреля 1942 г. дивизия перешла к обороне на рубеже Дурово, Клячино, Сорокино, Долгинево, Кострово. Общая протяжённость оборонительной полосы по фронту составляла 23 километра. Перед фронтом дивизии находилась 35-я пехотная дивизия Вермахта. До февраля 1943 г. вела оборонительные действия.

### Рубеж у д. Баево
С конца октября 1943 г. до февраля 1944 г. дивизия в основном участвовала в оборонительных боях, проводила частные наступательные операции. Рубеж обороны: деревня Баево, лог юго-восточнее Трегубова воины сделали неприступным для врага. Своими активными действиями части дивизии держали противника в постоянном напряжении. Разведчиками было взято за это время в плен 14 солдат и унтер-офицеров врага. Противник потерял убитыми 1500 человек.

### Участие в операции «Багратион»
В ходе операции «Багратион» за июнь — июль 1944 г. дивизией
 — уничтожено 2850 и взято в плен 1786 немецких солдат и офицеров. В боях уничтожено танков и самоходок — 6, бронетранспортеров — 2, автомашин — 16, орудий — 13, подавлено 27 артминобатарей, 211 пулемётных точек, разбито 34 повозки с боеприпасами;
 — захвачены трофеи: автомашин — 264, самолётов — 4, танков — 10, орудий — 28, вагонов — 139, паровозов — 48, складов — более 30, множество стрелкового оружия и боеприпасов;
 — потери дивизии за июнь — август 1944 г. убитыми 916 человек, ранеными 3128 чел., стрелкового оружия — около 2000 единиц, миномётов — 8, орудий — 7.
За период боев в Белоруссии орденами и медалями награждено воинов дивизии:
- орденом Суворова 3-й ст. — 3 человека,
- орденом Кутузова 3-й ст. — 1 человек,
- орденом Красного Знамени — 20 человек,
- орденом Отечественной войны I ст. — 6 человек,
- орденом Отечественной войны II ст. — 53 человека,
- орденом Красной Звезды — 544 человека,
- орденом Славы — 393 человека,
- медалями — 337 человек,
- всего — 1358 воинов.

Звание Героя Советского Союза присвоено наводчику ручного пулемёта 2-й стрелковой роты 1160 сп, 352 сд рядовому Ращупкину Александру Михайловичу, орденом Ленина награждён второй номер расчёта Смирнов. Высокими наградами отмечены командир дивизии Стриженко, его заместитель Логинов, начальник политотдела Галахин, командиры полков Колесников, Евдокимов, Кононенко.

### В Восточной Пруссии
В ноябре 1944 дивизия вела бои в районе г. Сувалки (Польша). Много бойцов похоронено в с. Поддубовик, где размещался полевой госпиталь.
В ходе Восточно-Прусской операции 352-й сд взяты города Тройбург, Летцен, прорвана линия обороны в районе Мазурских озёр у населённого пункта Штайнайнен, взят г. Центен, станция Гросс-Хоппенбурх. 29 марта 1945 г. дивизия с боями вышла к заливу Фришес-Гафф.

## Состав дивизии
- 1158-й стрелковый полк,
- 1160-й стрелковый полк,
- 1162-й стрелковый полк,
- 1313 стрелковый полк (осенью 1944 г.)
- 914-й артиллерийский полк,
- 272-й отдельный истребительно-противотанковый дивизион (с 14.01.1942),
- 306-я зенитная артиллерийская батарея (638-й отдельный зенитный артиллерийский дивизион) — до 6.2.1943,
- 413-я отдельная разведывательная рота,
- 475-й (631-й) отдельный сапёрный батальон,
- 802-й отдельный батальон связи (218-я отдельная рота связи),
- 436-й отдельный медико-санитарный батальон,
- 429-я отдельная рота химической защиты,
- 466-я автотранспортная рота,
- 205-я полевая хлебопекарня,
- 777-й дивизионный ветеринарный лазарет,
- 241-я полевая почтовая станция,
- 781-я полевая касса Государственного банка.

## Командиры
- Прокофьев, Юрий Михайлович (1.08.1941 — 5.06.1942), полковник;
- Мальцев, Андрей Прокофьевич (6.06.1942 — 5.02.1943), подполковник, с 27.06.1942 полковник;
- Пронин, Михаил Андреевич (6.02.1943 — 2.06.1943), генерал-майор;
- Ильин, Михаил Трофимович (8.06.1943 — 3.09.1943), полковник;
- Ковалёв, Константин Семёнович (14.09.1943 — 24.10.1943), полковник;
- Стриженко, Николай Михайлович (25.10.1943 — 23.08.1944), генерал-майор;
- Буланов, Гавриил Алексеевич (24.08.1944 — 5.09.1944), полковник;
- Стриженко, Николай Михайлович (6.09.1944 — 13.10.1944), генерал-майор;
- Рутько, Виктор Иванович (14.10.1944 — 20.03.1945), полковник;
- Максутов, Рахим-Сагиб Гареевич (22.03.1945 — 27.06.1945), генерал-майор.

## Начальники штаба
- Хасман Борис Моисеевич, полковник (с начала формирования до января 1942)
- Собуров Яков Николаевич, майор

## Подчинённость
- С 1 декабря 1941 г. — в составе 20-й армии;
- С 28 февраля 1942 г. — в составе 5-й армии;
- С августа 1943 г. — в составе 62-го стрелкового корпуса 49-й армии;
- С 17 июля 1944 года — в составе 36-го стрелкового корпуса 31-й армии[1].

## Награды и именования
| Награда (наименование)            | Дата                | За что награждена |
| --------------------------------- | ------------------- | --- |
| благодарность                     | 1942                | За успешные боевые действия по прорыву вражеской обороны вдоль реки Ламы |
| благодарность                     | 27 июня 1944 года   | «За прорыв обороны немцев и овладение городом с оперативно важным железнодорожным узлом Орша». |
| почетное наименование «Оршанская» | 27 июня 1944 года   | За отличие в боях за освобождение города Орша. |
| благодарность                     | 1 июля 1944 года    | За форсирование реки Березены. |
| благодарность                     | 3 июля 1944 года    | «За овладение столицей Белорусской ССР городом Минск». (стрелковым полкам дивизии присвоено почётное наименование «Минские») |
| благодарность                     | 9 июля 1944 года    | за освобождение г. Лида |
| благодарность                     | 16 июля 1944 года   | за овладение крепостью и городом Гродно |
| Орден Красного Знамени            | 25 июля 1944 года   | награждена указом Президиума Верховного Совета СССР от 25 июля 1944 года за образцовое выполнение заданий командования в боях с немецкими захватчиками, за овладение городом и крепостью Гродно и проявленные при этом доблесть и мужество |
| благодарность                     | 31 июля 1944 года   | за форсирование реки Неман |
| Орден Суворова II степени         | 14 ноября 1944 года | награждена указом Президиума Верховного Совета СССР от 14 ноября 1944 года за образцовое выполнение заданий командования при прорыве обороны немцев и вторжении в пределы Восточной Пруссии, проявленные при этом доблесть и мужество.     |
| благодарность                     | январь 1945 года    | за овладение г. Летцен (Приказ Верховного Главнокомандующего № 255) |
|                                   |                     | |

Награды частей дивизии:
- 1158-й стрелковый Минский ордена Кутузова[5] полк,
- 1160-й стрелковый Минский ордена Кутузова[5] полк,
- 1162-й стрелковый Минский ордена Кутузова[5] полк,
- 914-й артиллерийский ордена Кутузова[5] полк,

## Отличившиеся воины
- Васенёв, Василий Пантелеевич, сержант, разведчик 413 отдельной разведывательной роты.
- Ращупкин, Александр Михайлович, пулемётчик, Герой Советского Союза;
- Сефербеков Абдулла, снайпер 1160-го полка, один из наиболее известных советских снайперов.
- Тысячник, Андрей Антонович, сержант, наводчик орудия 1160 стрелкового полка. Умер от ран 5 апреля 1945 года.

## Память
- В г. Бугульме сооружён памятник воинам 352-й сд;
- В д. Баево Витебской области Белоруссии находится памятник и братская могила 706 воинов (известны имена 689) из частей 352-й сд, в частности, 1162-го сп.
- В г. Казани, в гимназии № 8 (ул. Латышских Стрелков, 15) функционирует Музей боевой славы 352-й Оршанской Краснознамённой ордена Суворова II степени стрелковой дивизии[7].

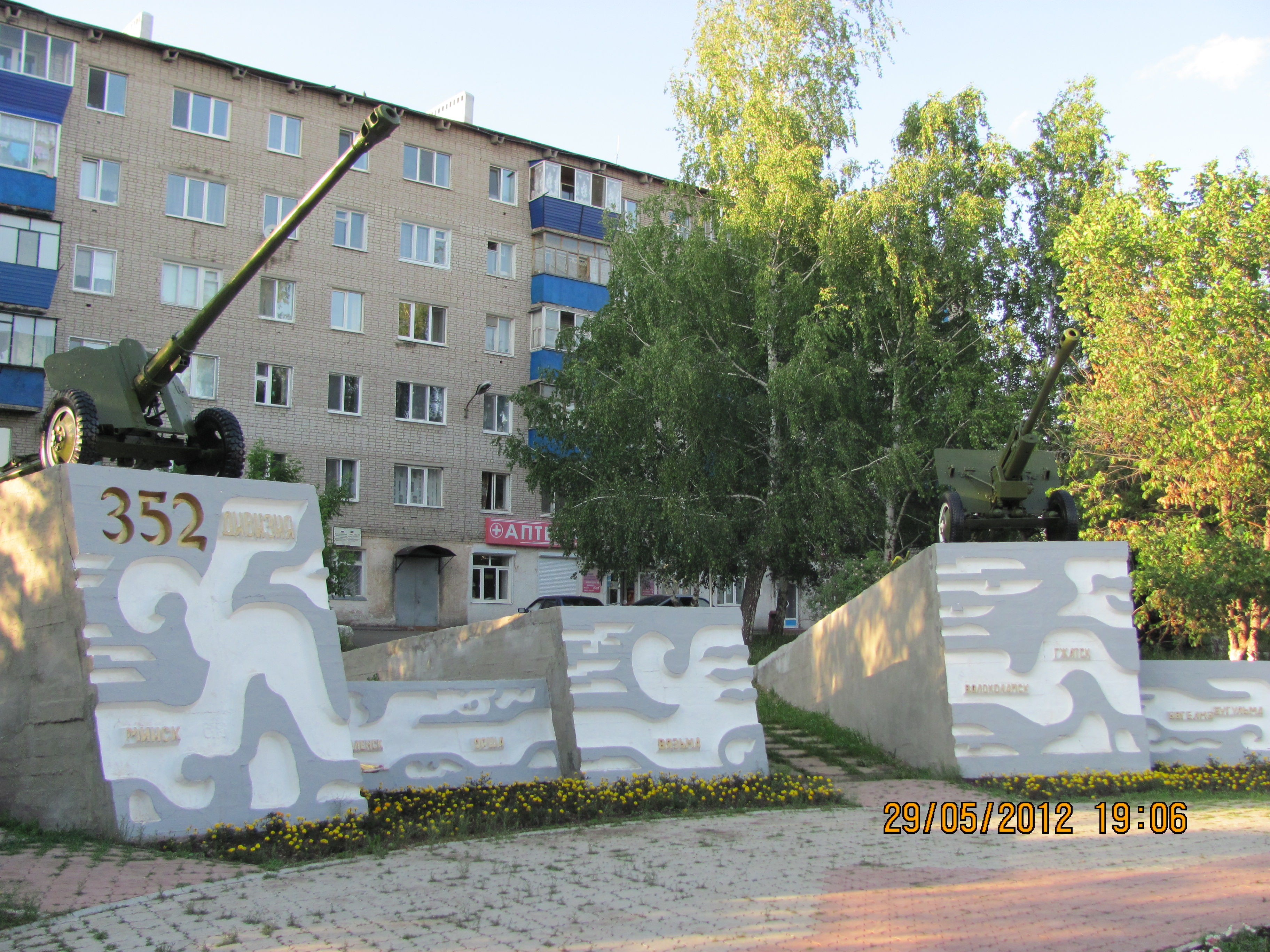
Памятник воинам 352-й стрелковой дивизии г.Бугульма
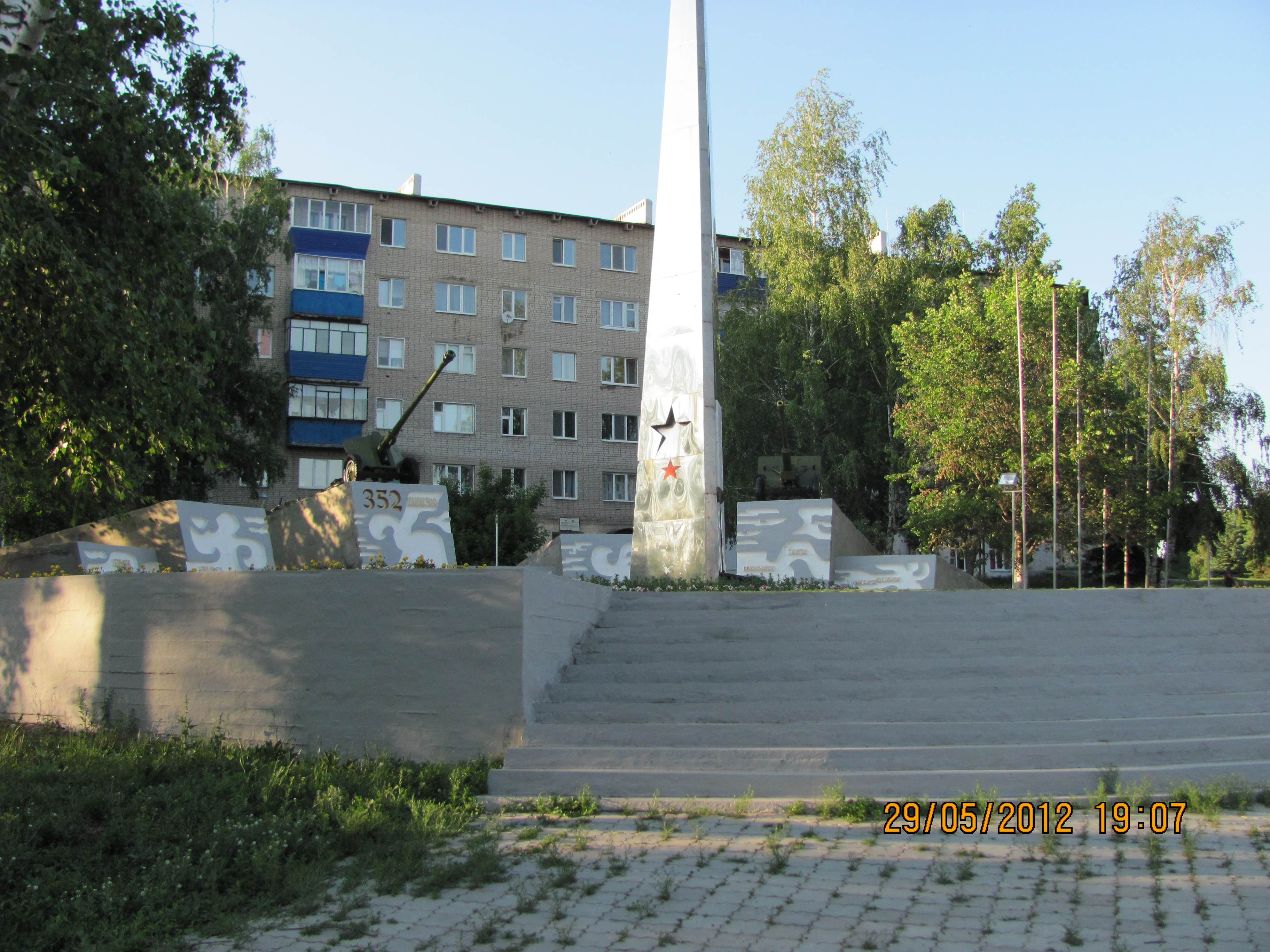
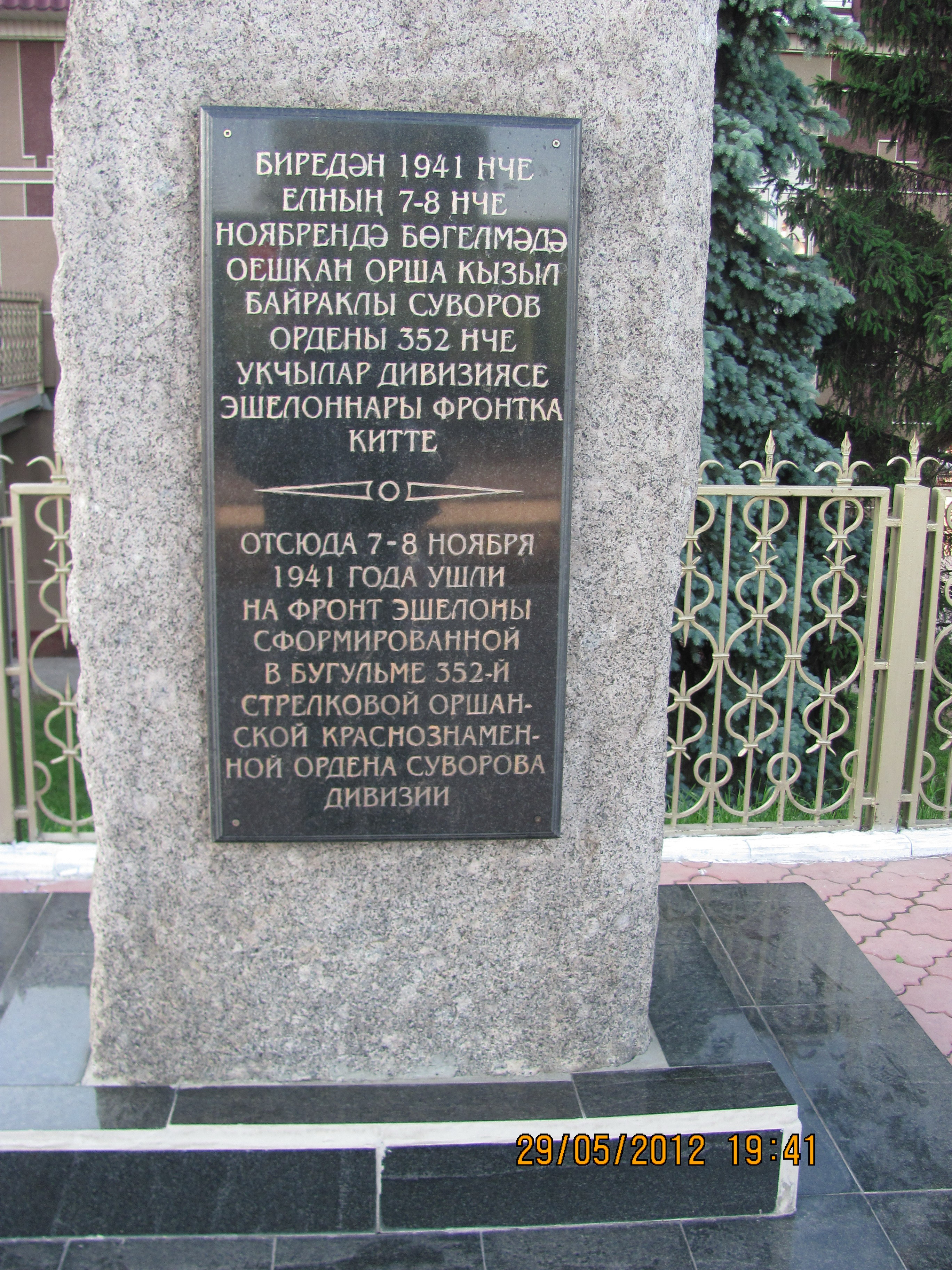
Памятная плита на ж/д станции Бугульма